# Fraj Bnouni
Fraj Bnouni, né le 26 juin 1979 à Monastir, est un footballeur tunisien.

## Carrière
- avant 2007 : Union sportive monastirienne (Tunisie)
- 2007-2009 : Club sportif sfaxien (Tunisie)
- 2009-2010 : Al Ahly Benghazi SC (Libye)
- 2010-2012 : Union sportive monastirienne (Tunisie)

## Palmarès
- Coupe de la confédération (2)
  - Vainqueur : 2007, 2008
- Coupe de Tunisie (1)
  - Vainqueur : 2009